# Festival dalmatinskih klapa – Omiš 1983.
Festival dalmatinskih klapa Omiš 1983. bila je glazbena manifestacija klapskog pjevanja u Omišu u Hrvatskoj. Festival se održao u periodu od 24. lipnja do 30. srpnja 1983. godine:
- Solin: 24. lipnja
- Lumbarda: 25. lipnja
- Dubrovnik: 26. lipnja
- Biograd: 3. srpnja
- Šibenik: 4. srpnja
- Omiš: 16., 17., 23., 24. i 30. srpnja

Poredak nakon večeri:

## Vanjske poveznice
- Službene stranice